# Chabulina bleusei
Chabulina bleusei is een vlinder uit de familie van de grasmotten (Crambidae). De wetenschappelijke naam van deze soort is voor het eerst voorgesteld als Synclera bleusei door Charles Oberthür in een publicatie uit 1887.
Deze soort komt voor in Noord-Afrika, de Canarische Eilanden, Jordanië, Iran, Oman en Afghanistan.